# 山本祐二
山本 祐二（やまもと ゆうじ、1903年（明治36年）1月17日 - 1945年（昭和20年）4月7日）は、日本の海軍軍人（海兵51期次席・海大32期）。戦艦「大和」を旗艦とする第二艦隊の先任参謀として、沖縄海上特攻作戦（坊ノ岬沖海戦）で戦死。最終階級は海軍少将。

## 来歴
1903年（明治36年）1月17日、鹿児島県鹿児島市高麗町で鹿児島貯蓄銀行（現在の鹿児島銀行の前身の一つ）頭取である山本平吉の次男として生まれる。1920年（大正9年）3月31日、鹿児島県立第二鹿児島中学校の13期生を4年修了。1920年（大正9年）8月、海軍兵学校の51期に入学、1923年（大正12年）7月、次席で卒業、恩賜の短剣を拝受する。海軍少尉候補生を命じられ、練習艦隊乗組。
1924年（大正13年）12月、海軍少尉に任官。1925年（大正14年）12月、海軍水雷学校普通科学生。1926年（大正15年）5月、海軍砲術学校普通科学生。1926年12月、海軍中尉、駆逐艦「蓼」乗組。1927年（昭和2年）12月、海防艦「出雲」乗組。1928年（昭和3年）12月、海軍大尉、練習艦隊司令部付（候補生指導官）。1929年（昭和4年）2月、駆逐艦「菊月」航海長。1929年（昭和4年）11月、海軍水雷学校高等科学生。首席で卒業して恩賜の銀時計を拝受。1930年（昭和5年）12月、駆逐艦「秋風」水雷長。1931年（昭和6年）11月、駆逐艦「三日月」水雷長。1932年（昭和7年）12月1日、海軍大学校甲種32期学生、1934年（昭和9年）7月、卒業。1934年（昭和9年）11月、海軍少佐、重巡「青葉」水雷長。1935年10月、軍務局第1課付。1936年（昭和11年）2月、独国駐在。1937年（昭和11年）5月、独国大使館付武官補佐官。
1938年（昭和13年）6月1日、山本は神風型駆逐艦6番艦「追風」駆逐艦長に補職。同年11月10日附で第二艦隊参謀。
1939年（昭和14年）11月1日、海軍中佐、連合艦隊参謀。1940年（昭和15年）11月15日、軍令部第1部第作戦課部員。1942年（昭和17年）12月27日から山本は源田実中佐と共に陸軍とガダルカナル島撤退要領、ソロモン方面主戦の合同研究を3日間行い、12月末ガダルカナル島撤退作戦が決定された。1943年（昭和18年）2月から数度にわたり、敵に察知されることなくガダルカナル島の撤退に成功した。1943年（昭和18年）6月15日、第三艦隊参謀。第三艦隊司令長官・小沢治三郎中将がミッドウェー海戦の図面を書いて即座に「暗号がもれてるぞ」と気づき、山本に徹底的に調査するように命令したが、調査した山本は「絶対に海軍の暗号はもれてません」と回答した。

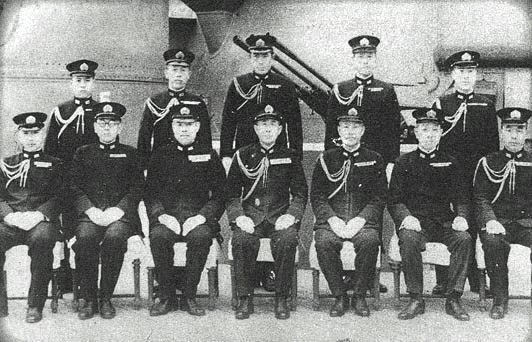
大和艦上の第二艦隊司令部（1945年4月5日撮影）、前列一番左が山本先任参謀

1943年（昭和18年）12月1日、連合艦隊参謀（旗艦「武蔵」）。1944年（昭和19年）3月31日、海軍乙事件が発生。古賀峯一連合艦隊司令長官がフィリピンで殉職した際、山本は福留繁参謀長とともに2番機に搭乗していて戦死を免れたが捕虜となり、作戦計画書、暗号書など最重要機密が米軍の手に渡った。岳父である海軍大将豊田貞次郎は乙事件後の山本は死に場所を探しているように見えたという。豊田は死の床で、山本が最後の出撃の際に家族に思いを残したであろうという趣旨の記事が発表されることに激怒して取りやめさせた。1944年（昭和19年）4月6日、軍令部出仕。5月1日、海軍大佐。5月25日、初春型駆逐艦3隻（初春、若葉、初霜）で編制された第21駆逐隊司令。
1944年（昭和19年）7月25日、第21駆逐隊司令の職務を解かれ、連合艦隊司令部附となる。8月10日、第二艦隊参謀（先任参謀）。山本は第二艦隊旗艦の高雄型重巡洋艦2番艦「愛宕」（第二艦隊司令長官栗田健男中将、参謀長小柳冨次少将）に着任した。10月下旬、レイテ沖海戦に参加する。本海戦で「愛宕」は撃沈され、栗田以下の第二艦隊司令部は大和型戦艦1番艦「大和」（第一戦隊司令官宇垣纏中将の旗艦）に移乗し、同艦に栗田の中将旗を掲げた。
内地帰投後の11月25日、第二艦隊参謀長は小柳冨次少将から森下信衛少将（当時大和艦長）に交代、また有賀幸作大佐が大和艦長に任命される。12月23日付で第二艦隊司令長官は栗田健男中将から伊藤整一中将に交代。
1945年（昭和20年）4月6日、第二艦隊司令長官伊藤整一中将（旗艦「大和」）の指揮下、沖縄海上特攻作戦が開始された。三田尻沖を出撃した艦隊は、4月7日午後2時25分、坊ノ岬沖で空襲を受け、大和以下6隻（戦艦《大和》、軽巡《矢矧》、駆逐艦《磯風、浜風、朝霜、霞》）が沈没。伊藤長官および山本も戦死した。戦死により海軍少将に進級。42歳没 。
妻の満喜子は豊田貞次郎の長女。戦後になり、次男の山本祐義はアメリカ留学中に母へ寄せた手紙を収録した『まあちゃん こんにちは』（文藝春秋新社、1961年。文藝春秋新社（ポケット文春）、1965年）を上梓した。

## 年表
- 1903年（明治36年）1月17日 - 鹿児島県鹿児島市高麗町で鹿児島貯蓄銀行頭取である山本平吉の次男として生まれる。
- 1920年（大正9年）3月31日 - 鹿児島県立第二鹿児島中学校4年修了。
- 1920年8月 - 海軍兵学校入校（51期）
- 1923年（大正12年）7月 - 海兵51期を卒業（次席）、恩賜の短剣を拝受。海軍少尉候補生。
- 1924年（大正13年）12月 - 海軍少尉に任官。
- 1925年（大正14年）12月 - 海軍水雷学校普通科学生。
- 1926年（大正15年）5月 - 海軍砲術学校普通科学生。
- 1926年12月 - 海軍中尉。駆逐艦「蓼」乗組。
- 1927年（昭和2年）12月 - 海防艦「出雲」乗組。
- 1928年（昭和3年）12月 - 海軍大尉、練習艦隊司令部付（候補生指導官）
- 1929年（昭和4年）2月 - 駆逐艦「菊月」航海長。
- 1929年（昭和4年）11月 - 海軍水雷学校高等科学生（首席卒業、恩賜の銀時計を拝受）
- 1930年（昭和5年）12月 - 駆逐艦「秋風」水雷長。
- 1931年（昭和6年）11月 - 駆逐艦「三日月」水雷長。
- 1932年（昭和7年）12月 - 海軍大学校甲種32期学生。
- 1934年（昭和9年）7月 - 海大32期を卒業。
- 1934年（昭和9年）11月 - 海軍少佐、重巡「青葉」水雷長。
- 1935年（昭和10年）10月 - 軍務局第1課付。
- 1936年（昭和11年）2月 - 独国駐在。
- 1937年（昭和12年）5月 - 独国大使館付武官補佐官。
- 1938年（昭和13年）6月1日 - 駆逐艦「追風」駆逐艦長[1]。
- 1938年（昭和13年）11月10日 - 第二艦隊参謀[2]。
- 1939年（昭和14年）11月1日 - 海軍中佐、連合艦隊参謀
- 1940年（昭和15年）11月15日 - 軍令部第1部第作戦課部員[3]。
- 1943年（昭和18年）6月15日 - 第三艦隊参謀。
- 1943年（昭和18年）12月1日 - 連合艦隊参謀（旗艦「武蔵」）
- 1944年（昭和19年）3月31日 - 海軍乙事件
- 1944年（昭和19年）4月6日 - 軍令部出仕[7]。
- 1944年（昭和19年）5月1日 - 海軍大佐。
- 1944年（昭和19年）5月25日 - 第21駆逐隊司令[8]。
- 1944年（昭和19年）7月25日 - 連合艦隊附[10]。
- 1944年（昭和19年）8月10日 - 第二艦隊先任参謀（旗艦「愛宕」）[11]

- 1945年（昭和20年）4月7日 - 戦死。海軍少将に進級。享年42。